# Vendangeoir (Laonnois)
Pour les articles homonymes, voir Vendangeoir.
Un vendangeoir est un bâtiment emblématique de la région de Laon, dans le département de l'Aisne en France. Ces bâtiments ont une histoire riche et une architecture distinctive qui témoignent de l'importance de la viticulture dans cette région au Moyen Âge.

## Historique
Les vendangeoirs du Laonnois remontent principalement aux XIIIe et XIVe siècles, une période où la viticulture était florissante dans la région. Laon, en tant que ville épiscopale, jouissait d'une position stratégique et économique importante. Les vignobles étaient cultivés sur les pentes des collines environnantes, et les vendangeoirs étaient construits pour abriter les activités liées à la récolte et à la transformation du raisin.
Au fil des siècles, la viticulture dans le Laonnois a décliné en raison de divers facteurs, notamment les changements climatiques, les guerres et les épidémies. Cependant, les vendangeoirs ont survécu et sont aujourd'hui des témoins de cette époque révolue.

## Architecture
Les vendangeoirs du Laonnois se distinguent par leur architecture spécifique, adaptée à leur fonction. Ils sont généralement construits en pierre calcaire, un matériau abondant dans la région, leurs toits couverts de tuiles ou d'ardoises, de forme rectangulaire et composés de plusieurs niveaux,  dotés de petites fenêtres pour permettre la ventilation et l'éclairage, avec des ouvertures étroites pour réguler la température intérieure et protéger les récoltes. 
Le rez-de-chaussée était souvent utilisé pour le stockage des outils et des tonneaux, tandis que l'étage supérieur servait de lieu de vie pour les vignerons pendant la période des vendanges.
Certains vendangeoirs possèdent des caves voûtées où le vin était stocké et vieilli. Ces caves offrent des conditions idéales de température et d'humidité pour la conservation du vin.
Bien que les vendangeoirs soient principalement des structures utilitaires, certains peuvent présenter des éléments décoratifs, tels que des sculptures ou des motifs gravés dans la pierre, reflétant l'importance de la viticulture dans la vie quotidienne et économique de la région.

## Patrimoine et préservation
Les vendangeoirs du Laonnois sont considérés comme un patrimoine précieux de la région. Certains ont été restaurés et sont ouverts au public, offrant des visites guidées et des expositions sur l'histoire de la viticulture dans le Laonnais. D'autres ont été transformés en résidences privées ou en lieux de réception pour des événements. La préservation de ces bâtiments permet de maintenir le lien avec le passé viticole de la région et de promouvoir le tourisme culturel. 
En août 2024, sont inscrits au titre des Monuments historiques :
- Vendangeoir d'Orgeval[1]
- Vendangeoir de Vorges[2]
- Vendangeoir des Frères Le Nain, à Bourguignon-sous-Montbavin[3]
- Vendangeoirs Hédouville et Cuzey, à Bourguignon-sous-Montbavin[4]
- Vendangeoir dit La Grand maison, à Presles-et-Thierny[5]
- Vendangeoirs dits Martigny et de l’abbé Vitu, à Presles-et-Thierny[6]

## Galerie

Vendangoirs du Laonnois.
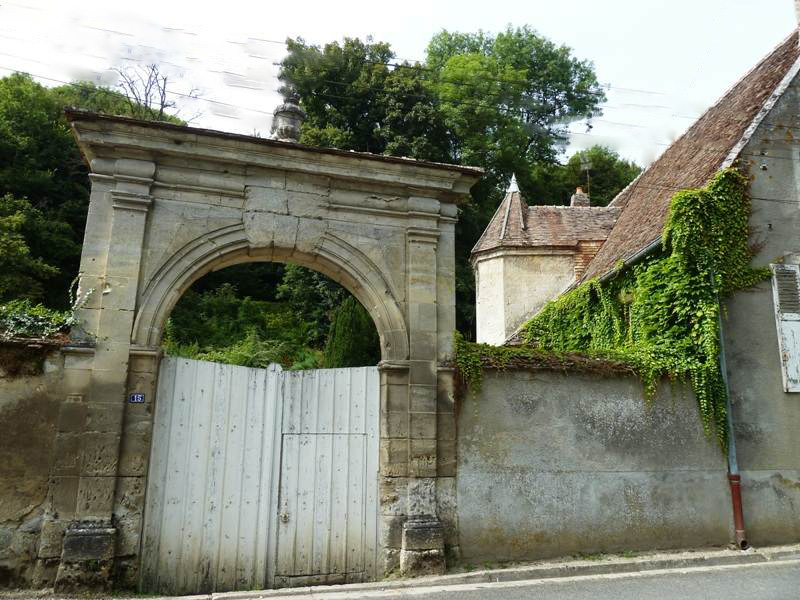
Vendangeoir d'Orgeval.
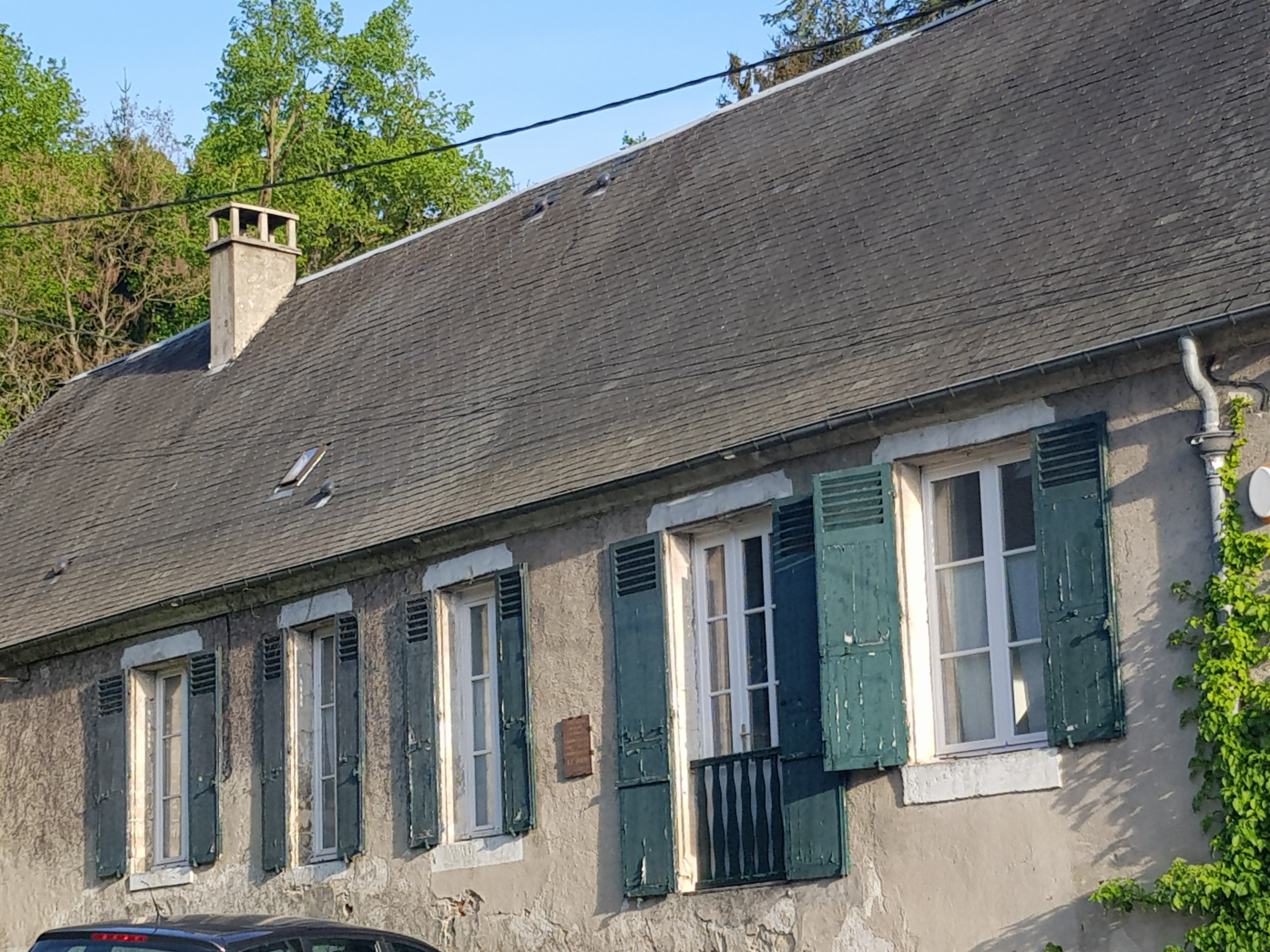
Vendangeoir des Frères Le Nain.
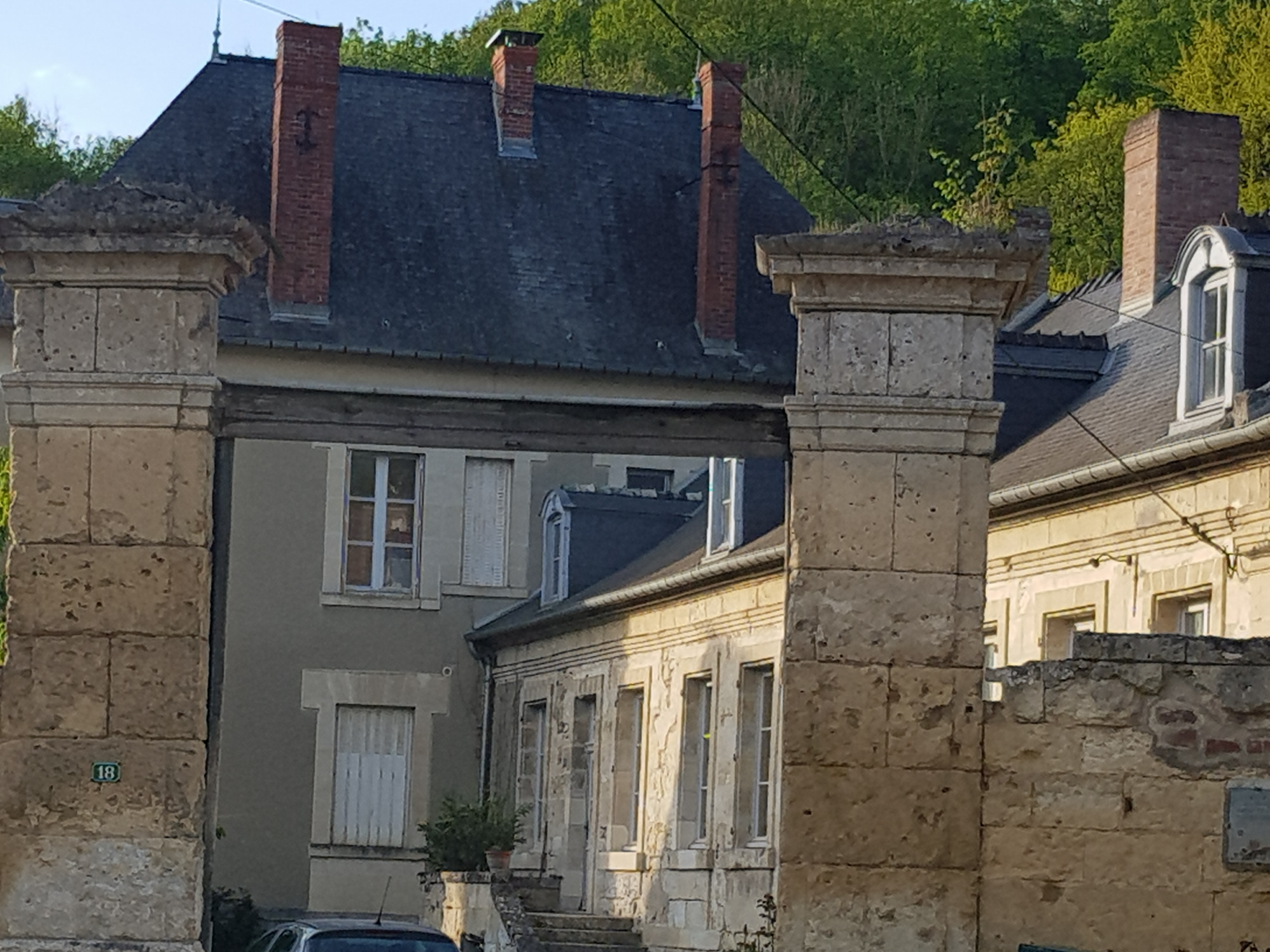
Vendangeoirs Hédouville et Cuzey.